# Gerardo Arteaga
Gerardo Daniel Arteaga Zamora (ur. 7 września 1998 w Zapopan) – meksykański piłkarz pochodzenia hiszpańskiego występujący na pozycji lewego obrońcy, reprezentant Meksyku, od 2024 roku zawodnik Monterrey.

## Kariera klubowa
Arteaga pochodzi z miejscowości Zapopan, w aglomeracji Guadalajary. Jako junior starał się o angaż w akademiach młodzieżowych lokalnych klubów Chivas de Guadalajara i Atlas FC, jednak nie dostał się do żadnej z nich. Ostatecznie w wieku piętnastu lat przeniósł się do Torreón, gdzie dołączył do akademii klubu Santos Laguna (początkowo grał tam jako napastnik, następnie przekwalifikowano go na obrońcę). Już dwa lata później został włączony do pierwszej drużyny przez szkoleniowca José Manuela de la Torre i pierwszy mecz rozegrał w niej 13 września 2016 z Veracruz (1:1) w krajowym pucharze. W Liga MX zadebiutował natomiast 1 października tego samego roku w zremisowanym 1:1 spotkaniu z Querétaro. Szybko został jednym z ważniejszych zawodników zespołu, rywalizując o pozycję w składzie z Jorge Villafañą. W wiosennym sezonie Clausura 2018 wywalczył z Santosem Laguna mistrzostwo Meksyku i zajął drugie miejsce w superpucharze Meksyku – Campeón de Campeones, choć wówczas był głównie rezerwowym dla Villafañi. Podstawowym lewym obrońcą został na stałe kilka miesięcy później. Premierowego gola w lidze strzelił 10 listopada 2019 w wygranej 3:1 konfrontacji z Cruz Azul. Ogółem w barwach Santosu Laguna spędził cztery lata.
W lipcu 2020 Arteaga za sumę 3,5 milionów euro przeszedł do belgijskiego KRC Genk, podpisując z nim pięcioletnią umowę. W Jupiler Pro League zadebiutował 30 sierpnia 2020 w przegranym 1:2 spotkaniu z Club Brugge.

## Kariera reprezentacyjna
W maju 2018 Arteaga został powołany przez Marco Antonio Ruiza do reprezentacji Meksyku U-23 na Turniej w Tulonie. Tam był podstawowym piłkarzem kadry i rozegrał wszystkie pięć spotkań w pełnym wymiarze czasowym, zaś Meksykanie dotarli do finału, ulegając w nim Anglii (1:2). W czerwcu 2019 ponownie znalazł się w składzie olimpijskiej reprezentacji na Turniej w Tulonie, gdzie tym razem wystąpił w czterech z pięciu możliwych meczów (we wszystkich w wyjściowym składzie). Podopieczni Jaime Lozano odpadli wówczas w półfinale po porażce z Japonią (2:2, 4:5 k.) i zajęli trzecie miejsce w rozgrywkach.
W seniorskiej reprezentacji Meksyku Arteaga zadebiutował za kadencji tymczasowego selekcjonera Ricardo Ferrettiego, 11 września 2018 w przegranym 0:1 meczu towarzyskim z USA.